# Arisaema consanguineum
Arisaema consanguineum är en kallaväxtart som beskrevs av Heinrich Wilhelm Schott. Arisaema consanguineum ingår i släktet Arisaema och familjen kallaväxter.

## Underarter
Arten delas in i följande underarter:
- A. c. consanguineum
- A. c. kelung-insulare

## Bildgalleri

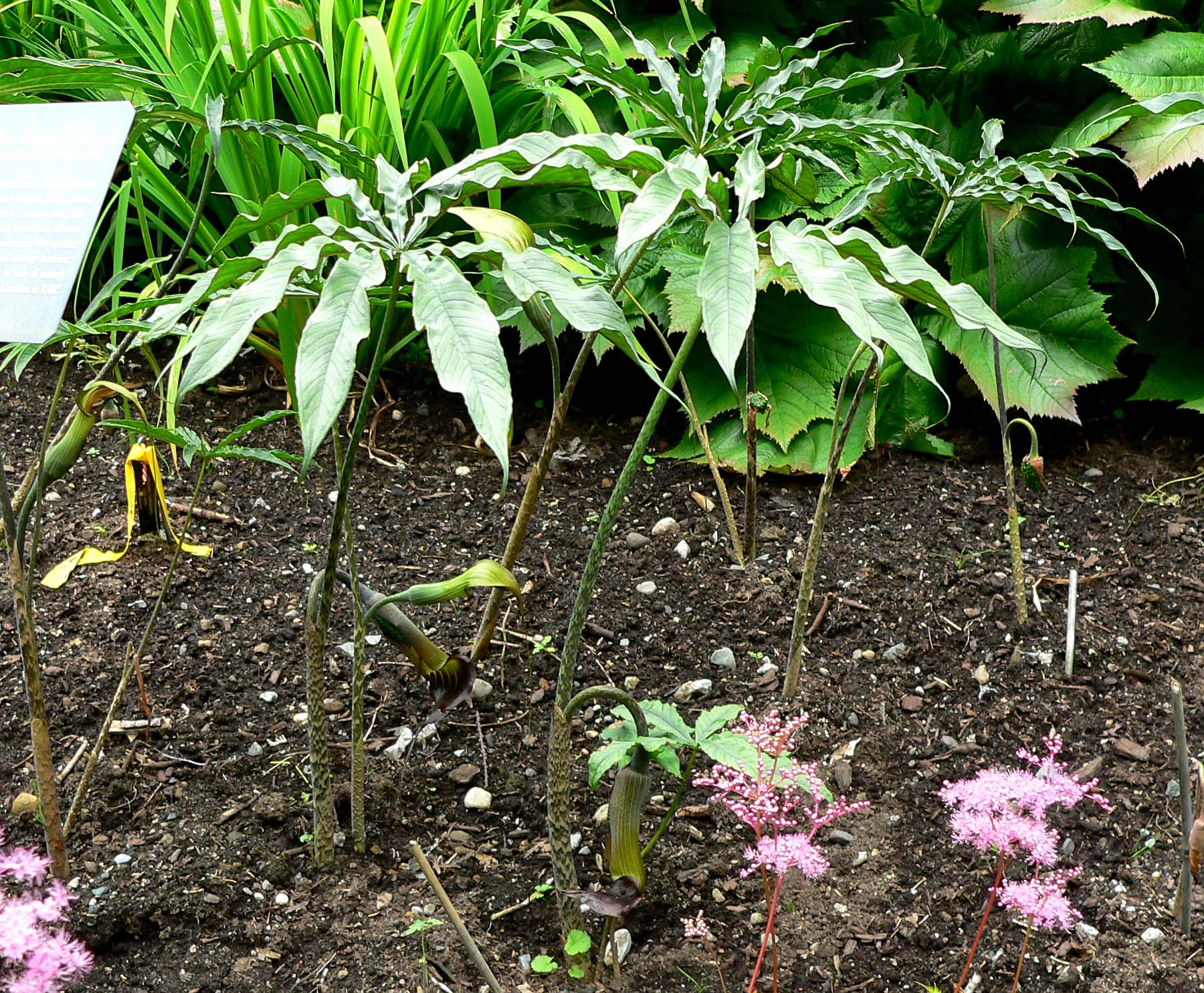